# علم أعصاب الفضاء
علم أعصاب الفضاء هو الدراسة العلمية لوظائف الجهاز العصبي المركزي (سي إن إس) خلال الرحلة الفضائية. تستطيع النظم الحية مكاملة المدخلات الواردة من الحواس من أجل استكشاف البيئة المحيطة وتنسيق الوضعية، والتحرك وحركات العين. تلعب الجاذبية دورًا جوهريًا في التحكم في هذه الوظائف. في حالة انعدام الوزن أثناء الرحلات الفضائية، تصبح مكاملة المدخلات الحسية وتنسيق الاستجابات الحركية أكثر صعوبة نتيجة السقوط الحر وعدم الإحساس بالجاذبية. على سبيل المثال، تتوقف أعضاء غبار التوازن في الجهاز الدهليزي عن إرسال إشارات ميلان الرأس المرتبطة بالجاذبية عند الوقوف. مع ذلك، تحتفظ هذه الأعضاء بقدرتها على الإحساس بإزاحة الرأس خلال حركة الجسم. قد تؤدي حالات الالتباس والتغيرات في كيفية معالجة المدخلات المتعلقة بالجاذبية إلى خلل محتمل في الإدراك، الذي يؤثر على التوجه المكاني والتمثيل العقلي. من الشائع حدوث الاضطرابات الوظيفية في الجهاز الدهليزي خلال الرحلات الفضائية وبعدها مباشرة، مثل دوار الحركة في الفضاء واضطرابات التوازن بعد العودة إلى الأرض.
يشمل التكيف مع انعدام الوزن وظائف الارتباط الحسي الحركي، بالإضافة إلى بعض وظائف الجهاز العصبي الذاتي. من الشائع أيضًا تطور اضطرابات النوم وعدم التحمل الانتصابي خلال الرحلات الفضائية وبعدها. لا يوجد أيضًا ضغط هدروستاتيكي في البيئة عديمة الوزن. نتيجة لذلك، تسبب إعادة توزيع سؤال الجسم باتجاه الجزء العلوي من الجسم نقصًا في حجم القدم، ما من شأنه التأثير على لزوجة العضلات وامتثالها. قد يؤدي أيضًا ارتفاع الضغط داخل القحف إلى انخفاض حدة البصر القريبة. علاوة على ذلك، ينخفض كل من الكتلة العضلية والقوة العضلية بسبب نقص التحميل العضلي الناجم عن انعدام الوزن. بالإضافة إلى ما سبق، يختبر ما يقارب 70% من رواد الفضاء درجة ما من دوار الحركة في الفضاء خلال الأيام القليلة الأولى. تمتلك العقاقير المستخدمة بشكل شائع للحد من دوار الحركة في الفضاء، مثل السكوبلامين والبروميثازين، تأثيرًا منومًا. قد تؤدي جميع هذه العوامل إلى إعياء مزمن. يتمثل التحدي الرئيسي لفيزيولوجيا وطب الفضاء التكامليين في دراسة تكيف الجسم البشري مع الرحلات الفضائية ككل، وليس جمع أجزاء الجسم المختلفة، نظرًا إلى ارتباط جميع وظائف الجسم وتفاعلها مع بعضها البعض.

## الوضعية، والحركة والتنقل
يؤدي التعرض لانعدام الوزن إلى تغيرات في الإشارات الواردة من مستقبلات اللمس، والضغط والجاذبية، أي في جميع المعلومات الضرورية لاستقرار الوضعية. تحدث تغيرات تكيفية عديدة في المعالجة المركزية للمعلومات الحسية من أجل إنتاج الاستجابات الحركية الملائمة لبيئة الجاذبية الجديدة. نتيجة لذلك، تصبح جميع الاستراتيجيات الحركية الأرضية مهملة تدريجيًا في حالة انعدام الوزن، بالتزامن مع تكيف رواد الفضاء مع البيئة منعدمة الوزن. يحدث هذا على وجه التحديد في العضلات الرئيسية المسؤولة عن الوضعية الموجودة في القسم السفلي من القدمين. لا تتناسب تغييرات الوضعية، والحركة والتنقل المكتسبة في الجاذبية المنخفضة مع جاذبية الأرض عند العودة. بعد الهبوط على الأرض، يختبر عديدون عدم استقرار الوضعية المقارب لحالة الرنح نتيجة إعادة التنظيم العصبي المتطورة أثناء الرحلة الفضائية.
يختبر رواد الفضاء صعوبات في الوقوف، والمشي، والانعطاف، وتسلق السلالم وبطء المشية أثناء تكيفهم مرة أخرى مع الجاذبية الأرضية، حتى استعادتهم جميع الاستراتيجيات الحركية الأرضية بشكل كامل. يؤدي التكيف مع الرحلات الفضائية أيضًا إلى زيادة ملحوظة في الزمن المستغرق لاجتياز دورة العوائق في يوم الهبوط، وتستغرق استعادة الحركة الوظيفية أسبوعين وسطيًا.  قد تسبب هذه الصعوبات عواقب وخيمة على قدرة رائد الفضاء على الوقوف أو الهروب من المركبة في حالات الطوارئ إلى جانب قدرته على التصرف بفعالية فور مغادرته المركبة الفضائية بعد الرحلة. من المهم بالتالي فهم أسباب هذه الاضطرابات الكبيرة في الوضعية والتنقل والاستقرار، والعمل على تطوير الإجراءات المضادة.
من المرجح حدوث المشاكل الأكثر أهمية، التي قد تعترض رواد الفضاء خلال بقائهم على القمر أو المريخ، أثناء المشي مع ارتداء بذلة الفضاء. تتميز بذلة الفضاء بحجمها الكبير والضخم الذي من شأنه تغيير مركز جاذبية الجسم. يفرض هذا بالترافق مع التضاريس غير المستوية ومجال الرؤية المحدود صعوبات على التنقل.

## العلوم العصبية واستكشاف الفضاء
ابتداءً من فوسخود وصولًا إلى محطة الفضاء الدولية، شهدت المركبات الفضائية تحسينات في الحجم والراحة وسمحت باستيعاب أعداد أكبر من المسافرين إلى داخل المدار. مع ذلك، على الرغم من الخبرة البشرية الطويلة في الرحلات الفضائية على مدار الخمسين سنة الماضية، لا يوجد أي إجراء مضاد فعال تمامًا، أو مزيج من الإجراءات المضادة، ضد الآثار السلبية المفروضة بواسطة التعرض طويل الأمد لانعدام الوزن. في حال انطلاق طاقم من رواد الفضاء في رحلة لمدة ستة أشهر إلى المريخ في يومنا هذا مع تطبيق الإجراءات المضادة المعمول بها حاليًا، من المرجح معاناتهم من اضطرابات وظيفية عند عودتهم إلى الأرض.
يعتقد العديد أن التعرض المتكرر للجاذبية الاصطناعية على متن المركبة الفضائية في طريقها من وإلى المريخ قادر على تحسين التكيف الفيزيولوجي مع جاذبية المريخ (0.38 جي أو تسارع الجاذبية الأرضية) وإعادة التكيف مع جاذبية الأرض (1 جي). قد يتطلب ذلك وجود طاردة مناسبة للبشر على متن المركبة الفضائية أو دوران المركبة من أجل إنتاج قوة طرد مركزي مشابهة للجاذبية. يفرض هذا الحل، على الرغم من فعاليته المحتملة، العديد من المشاكل التشغيلية، والهندسية والفيزيولوجية التي تحتاج للمعالجة. تُعتبر الاستجابات الفيزيولوجية البشرية على التعرض طويل الأمد لأي شيء مغاير للجاذبية صفر والجاذبية الأرضية مجهولة. توجد حاجة لإجراء الأبحاث حول تحديد الحدود الدنيا لمستوى الجاذبية ومدة التعرض وتواتره من أجل الحفاظ على وظائف طبيعية للجهاز العصبي المركزي، بالإضافة إلى أهمية قياس الجاذبية عبر الجسم.
ما تزال أسرار الوظيفة المعقدة للجهاز العصبي المركزي، حتى في بيئة 1 جي المعتادة على الأرض، غير معروفة بالكامل. ينبغي الإجابة على تساؤلات علم أعصاب الفضاء الأساسية بهدف التقليل من المخاطر إلى الحد الأدنى وتحسين أداء الطاقم أثناء عمليات المتعلقة بالتنقل في الفضاء والكواكب. يمكن استخدام نتائج هذا البحث حتمًا في العديد من تطبيقات الطب والتقانة الحيوية. تمنحنا القدرة على فهم كيفية تشكيل بيئة الجاذبية الأرضية وتحديدها شكل تطور النظم الحسية والحركية القدرة على إيجاد فهم أكثر وضوحًا للآليات الجوهرية لوظائف الجهاز العصبي المركزي. تلعب معرفة تأثيرات الجاذبية على وظائف الجهاز العصبي المركزي لدى الإنسان، بالإضافة إلى توضيح الآليات الأساسية المسؤولة عن حدوث هذه التأثيرات، دورًا مباشرًا في فهم تأثير التعرض طويل الأمد لانعدام الوزن أثناء الرحلات الفضائية والجاذبية الجزئية لكل من القمر والمريخ على الإنسان، إلى جانب تطوير الإجراءات المضادة الملائمة.